# Luce (groupe)
Luce est un groupe de rock américain de San Francisco, en Californie. Le groupe a été fondé en 2000 par le chanteur principal Tom Luce et se compose du pianiste et producteur Adam Rossi, du batteur Brian Zalewski, du bassiste Alex Cordrey et du guitariste Dylan Brock. 
Leur premier album éponyme, sorti en 2001, a connu du succès dans la Région de la baie de San Francisco et leur a valu le California Music Award (le Prix de la musique californienne) pour le début extraordinaire du groupe. Il a reçu beaucoup de publicité grâce à la chaîne de radio KFOG, située à San Francisco. Un single intitulé « Good Day » a atteint le numéro 39 du palmarès Adult Top 40 de Billboard. On peut entendre Good Day » dans les films 30 ans sinon rien et Comment se faire larguer en 10 leçons, dans les séries télévisées Newport Beach et Alias ainsi que dans les publicités American Leather et celles des concessionnaires Toyota de la Californie du Nord. Le groupe fait des concerts partout en Californie du Nord et aux États-Unis, notamment au parc du Golden Gate à l'arrivée de la course à pied Bay to Breakers (en) en 2005. 
Leur deuxième album, Never Ending, est sorti le 19 avril 2005. « Buy a Dog », tiré de cet album, a été la chanson la plus diffusée sur au moins 13 chaînes de radio, notamment sur KFOG et sur la WRLT à Nashville. Le 6 novembre 2005, Tom Luce et Adam Rossi ont chanté l'hymne national américain à l'Arrowhead Stadium devant les Chiefs de Kansas City et les Raiders d'Oakland. 
En 2007, le groupe a essuyé deux revers : la maison de Tom Luce a été réduite en cendres et la remorque contenant tout leur équipement a été volée pendant une tournée. Le groupe s'est brièvement séparé. En septembre 2008, Luce est retourné au studio pour l'enregistrement d'un maxi ne contenant que des reprises ; cet exercice a amélioré leur maîtrise musicale et leur a permis de se rajeunir et de s'inspirer. En 2009, Luce a accepté un contrat d'Opus Music Ventures, un label de la Région de la baie. Ils ont sorti la même année leur troisième album, Corner of the World. 
Le 22 janvier 2010, Tom Luce et ses deux frères ont enregistré un album appelé Luce Brothers. Le plus récent de leurs albums, This Year We'll Have est sorti en avril 2010.

## Membres
Actuels
- Tom Luce (voix, guitare)
- Adam Rossi (piano, clavier)
- Brian Zalewski (batterie)
- Alex Cordrey (guitare basse)
- Dylan Brock (guitare)

Anciens
- Kevin White (guitare basse)

## Discographie
- Luce (2001 - What Are Records?)[2]
  - 1) Long Way Down
  - 2) Good Day
  - 3) Numb
  - 4) Electric Chair
  - 5) Life
  - 6) In the Middle There
  - 7) Sunniest of Weekends
  - 8) Bring Her In
  - 9) Here
  - 10) After Tomorrow

- Luce (2002 - Nettwerk Records)[3]
  - 1) Long Way Down
  - 2) Good Day
  - 3) Numb
  - 4) Electric Chair
  - 5) Life
  - 6) In the Middle There
  - 7) Sunniest of Weekends
  - 8) Bring Her In
  - 9) Here
  - 10) After Tomorrow
  - 11) If I Had the Wind
  - 12) Piste cachée (Waiting)

- Never Ending (2005)
  - 1) From the World of the Lonely
  - 2) Buy a Dog
  - 3) Amsterdam
  - 4) The Sweetest Smile
  - 5) Fortunately, I
  - 6) Worth the Wait
  - 7) Wanna Be
  - 8) Interlude One
  - 9) Never Ending
  - 10) Outside of it All
  - 11) With a Kiss
  - 12) Diamond Lights (alias « Good Thing »)
  - 13) Interlude Two
  - 14) Maria

- Songs from the Covers Catalogue (2007)
  - 1) Eleanor Rigby
  - 2) Anytime
  - 3) Somebody More Like You
  - 4) Bridge Over Troubled Water
  - 5) Better Things
  - 6) In Every Sunflower

- Corner of the World (2009)
  - 1) Corner of the World
  - 2) Always Will
  - 3) My Life Alone
  - 4) Gotta Live
  - 5) Tidal Waves
  - 6) Blue Violet Fade
  - 7) Empty Rooms
  - 8) Life for a Life
  - 9) Awake
  - 10) For You

- Live At The Broderick House (2010)
  - 1) Trumpet Intro
  - 2) In The Middle
  - 3) Worth The Wait
  - 4) Buy A Dog
  - 5) Diamond Lights
  - 6) Corner of the World/Acid Rain
  - 7) Change A Thing
  - 8) Waiting
  - 9) Good Day
  - 10) 50 Ways (avec Elliot Cahn)
  - 11) Sunniest of California
  - 12) The Year We'll Have
  - 13) After Tomorrow

### Autres contributions
- Live at the World Café: Vol. 15 - Handcrafted (2002, World Café) - « Long Way Down »